# Seznam armad Jugoslovanske ljudske armade
Seznam armad JLA.

## Seznam
- 1. armada JLA
- 2. armada JLA
- 3. armada JLA
- 5. armada JLA
- 7. armada JLA
- 9. armada JLA